# کانتون گوارنادا
کانتون گوارنادا (به اسپانیایی: Cantón Guaranda) یک منطقهٔ مسکونی در اکوادور است که در استان بولیوار (اکوادور) واقع شده‌است.